# パヌサンタ・クレンティラン
パヌサンタ・クレンティラン（Panushanth Kulenthiran、1990年7月26日 - ）は、スリランカの北部州ジャフナ出身のサッカー選手。
ユース時代よりイタリアのUSチッタ・ディ・パレルモに所属しており、2008年シニア登録された。だが同年出場がないままレガ・プロ・セコンダ・ディヴィジオーネのUSヴィボネーゼ・カルチョへとローン移籍が決まった。2009年、スイスのACベリンツォーナへ移籍。2010年2月1日にセリエAのASローマのユースチームへのレンタル移籍が決まった。